# La loi est la loi
La loi est la loi (Jake and the Fatman) est une série télévisée américaine en un épisode de 90 minutes et 104 épisodes de 52 minutes, créée par Dean Hargrove et Joel Steiger et diffusée entre le 26 septembre 1987 et 6 mai 1992 sur le réseau CBS.
En France, la série a été diffusée à partir du 6 juillet 1988 sur Antenne 2.
Elle a été rediffusée à partir de février 1992 sur La Cinq. Du 4 janvier 1993 au 27 novembre 1995 puis du 24 août 1998 au 5 mars 1999 sur TF1, elle est rediffusée avec à sa suite des épisodes inédits. 

## Synopsis
Cette série met en scène Jason « Fatman » McCabe, procureur obèse qui traque les criminels à Los Angeles puis à Hawaï avec l'aide d'un séduisant détective, Jake Styles.

## Distribution
- William Conrad (VF : Roger Lumont) : Jason Lochinvar « Fatman » McCabe
- Joe Penny (VF : Patrick Poivey) : Jake Styles
- Alan Campbell (VF : William Coryn puis Laurent Mantel) : Derek Mitchell
- Lu Leonard : Gertrude
- Jack Hogan : Juge Smithwood (1989-1990)
- George O'Hanlon Jr. : sergent Rafferty (1989-1990)
- Olga Russell : Lisbeth Berkeley-Smythe (1989-1992)

## Épisodes

### Première saison (1987-1988)
1. La loi c'est la loi (Happy Days Are Here Again)
2. La route du pouvoir (Fatal Attraction - Part 1)
3. La route du pouvoir (Fatal Attraction - Part 2)
4. Laura (Laura)
5. Silence, on tue (The Man That Got Away)
6. Amour à vendre (Love for Sale)
7. Frère de sang (Brother, Can You Spare a Dime?)
8. La Taupe (Body and Soul)
9. Le Faux-frère (The Man I Love)
10. Coup monté (Love Me Or Leave Me)
11. Mariage aveugle (Smoke Gets in Your Eyes)
12. La Chasse au Père Noël (Have Yourself a Merry Little Christmas)
13. La Doublure (After You've Gone)
14. Ça ne pouvait être que vous (It Had to Be You)
15. Mère et fille (But Not for Me)
16. Prise d'otage (What Is This Thing Called Love?)
17. Une grosse brute (Lady, Be Good)
18. Nous nous reverrons (I'll Be Seeing You)
19. Une petite fille riche (Babyface)
20. L'une n'est pas l'autre (Blues in the Night)
21. Prêtre ou meurtrier ? (How Long Has This Thing Been Going On?)
22. Qui est l'auteur ? (I Guess I'll Have to Change My Plans)
23. Une erreur fatale (Rhapsody in Blue)

### Deuxième saison (1989)
1. Départs - 1re partie (Wish You Were Here - Part 1)
2. Départs - 2e partie (Wish You Were Here - Part 2)
3. Elle ne sourira plus jamais (I'll Never Smile Again)
4. Séduit, trompé et abandonné (Bewitched, Bothered and Bewildered)
5. Enfantillages (Why Can't You Behave?)
6. Pauvre petit papillon (Poor Butterfly)
7. À la légion (It Ain't Necessarily So)
8. Un ange gardien (Someone to Watch Over Me)
9. Vie privée (They Can't Take That Away from Me)
10. Côte à côte (Side by Side)
11. Poudre aux yeux (Snowfall)

### Troisième saison (1989-1990)
1. Je n'ai d'yeux que pour vous (I Only Have Eyes for You)
2. La Dame de cœur (The Lady in Red)
3. Double mixte (Easy to Love)
4. Ange ou démon (The Way You Look Tonight)
5. Le Rat d'hôtel (Dancing in the Dark)
6. Seul responsable (It All Depends on You)
7. Surgie de nulle part (Out of Nowhere)
8. L'Inconnue (Sweet Leilani)
9. Le Faucon noir (My Shining Hour)
10. Souvenirs de guerre (Long Ago and Far Away)
11. Joyeux Noël (What Child is This?)
12. Dans le calme et la nuit (In the Still of the Night)
13. La Taupe (You Turned the Tables on Me)
14. Choc en retour (One More for the Road)
15. Regrets tardifs (Who's Sorry Now?)
16. Partie double (I'll Dance at Your Wedding)
17. La Petite Voleuse (My Buddy)
18. Question de flair (By Myself)
19. La santé n'a pas de prix (I Ain't Got No Body)
20. Faut pas rêver (Put Your Dreams Away)
21. Dette d'honneur (If I Didn't Care)
22. Sur un coup de folie (You're Driving Me Crazy)
23. La Veuve noire (You Took Advantage of Me)
24. Paternité (My Heart Belongs to Daddy)
25. Danny Boy (Danny Boy)
26. Chinatown, mon amour (Chinatown, My Chinatown)

### Quatrième saison (1990-1991)
1. Les Enfants terribles (God Bless the Child)
2. Tendre piège (The Tender Trap)
3. Copie conforme (Exactly Like You)
4. Fausses pistes (Round Midnight)
5. Only you (Only You)
6. Boum boum Billy (My Boy Bill)
7. Le Tueur à l'orchidée (More Than You Know)
8. Idée fixe (Night and Day)
9. Les Ripoux (Goodbye) 90 minutes
10. Portrait d'un assassin (I Know That You Know)
11. Témoins à charge (Let's Call the Whole Thing Off)
12. Meurtre en noir et blanc (I May Be Wrong)
13. Pèlerinage aux sources (Daddy's Home)
14. Rendez-vous avec la mort (I'm Gonna Live Till I Die)
15. Les Trois Parrains (Pretty Baby)
16. Racket (I Cover the Waterfront)
17. Abus de confiance (You Don't Know Me)
18. Régime détective (It Never Entered My Mind)
19. Un coup pour rien (Second Time Around)
20. Emprise (I'd Do Anything)
21. Règlements de compte (We'll Meet Again)
22. Le mensonge est un péché (It's a Sin to Tell a Lie)
23. À ma tante, sa nièce reconnaissante (Nevertheless)

### Cinquième saison (1991-1992)
1. Vie d'emprunt - 1re partie (Where or When - Part 1)
2. Vie d'emprunt - 2e partie (Where or When - Part 2)
3. Quitte ou double (Street of Dreams)
4. Plus jamais le même (I'll Never Be the Same)
5. Le Livre de ma vie (I Could Write a Book)
6. Deux mondes différents (Two Different Worlds)
7. Policier et mannequin (Every Time We Say Goodbye)
8. Le Conquérant de la peur (Come Along with Me)
9. Le Prix de la mort (Last Dance)
10. Un contrat en poche (Come Closer to Me)
11. Mon cher fantôme (Since I Fell for You)
12. Bras de fer (Just You, Just Me)
13. Meurtres en série - 1re partie (Stormy Weather - Part 1)
14. Meurtres en série - 2e partie (Stormy Weather - Part 2)
15. Rumeurs (You'll Never Know)
16. Apparence trompeuse (There'll Be Some Changes Made)
17. Comme s'il en pleuvait (Pennies from Heaven)
18. Je ne veux pas te perdre (I Can't Believe I'm Losing You)
19. Qui perd gagne (All Through the Night)
20. Les affaires sont les affaires (Ain't Misbehavin')
21. Cauchemars (Nightmare)
22. Mickey Daytona (Beautiful Dreamer)

## Commentaires
- Cette série a donné naissance à un spin-off intitulé Diagnostic : Meurtre (Diagnosis Murder).

- Contrairement à leurs personnages, les deux acteurs Joe Penny et William Conrad ne pouvaient pas se supporter[réf. nécessaire].

- La série a échappé in extremis à l’annulation. Après la saison 1, CBS avait en effet choisi de ne pas reconduire la série. Finalement, la chaîne américaine a décidé de poursuivre l’aventure à la suite de l’arrêt de Magnum. C’est la raison pour laquelle les deux héros déménagent de Los Angeles à Hawaï dès le début de la saison 2, au cours d’un épisode en deux parties. La diffusion de cette saison 2 n’a démarré qu’en mars 1989 en raison de la décision tardive de reconduire la série[5].